# Coppa Italia 2008-2009 (fase finale)

## Ottavi di finale

### Risultati
| Arbitro: | Giannoccaro (Lecce) |

|                                                                       |                      |                                                                                |
| Luković Obodo Sala Motta Felipe Nef Asamoah Pasquale Koprivec Luković | Tiri di rigore 8 – 7 | Tognozzi Ceravolo Barillà Viola Costa Rakić Basso Hallfreðsson Marino Tognozzi |

| Arbitro: | Tommasi (Bassano del Grappa) |

|                                      |           |          |
| Bonazzoli 31’ Fornaroli 45+1’ (rig.) | Marcatori | 62’ Lodi |

| Arbitro: | De Marco (Chiavari) |

|                                                |           |               |
| Peccarisi 16’ (aut.) Piá 25’ Hamšík 53’ (rig.) | Marcatori | 50’ Di Napoli |

| Arbitro: | Ayroldi (Molfetta) |

|              |           |                              |
| Ševčenko 77’ | Marcatori | 87’ (rig.) Zárate 92’ Pandev |

| Arbitro: | Damato (Barletta) |

|  |           |             |
|  | Marcatori | 19’ Bianchi |

| Arbitro: | Mazzoleni (Bergamo) |

|                  |           |  |
| Vučinić 83’, 86’ | Marcatori |  |

| Arbitro: | Gava (Conegliano) |

|                                            |           |           |
| Adriano 75’ Cambiasso 99’ Ibrahimović 103’ | Marcatori | 79’ Rossi |

| Arbitro: | Banti (Livorno) |

|                                          |           |  |
| Marchionni 4’ Giovinco 68’ Del Piero 70’ | Marcatori |  |

### Tabella riassuntiva
| Squadra 1  | Risultato       | Squadra 2   |
| ---------- | --------------- | ----------- |
| Fiorentina | 0 - 1           | Torino      |
| Inter      | 3 - 1 (dts)     | Genoa       |
| Juventus   | 3 - 0           | Catania     |
| Milan      | 1 - 2 (dts)     | Lazio       |
| Napoli     | 3 - 1           | Salernitana |
| Roma       | 2 - 0           | Bologna     |
| Sampdoria  | 2 - 1           | Empoli      |
| Udinese    | 0 - 0 (8-7 dcr) | Reggina     |

## Quarti di finale

### Risultati
| Arbitro: | Pierpaoli (Firenze) |

|                           |                      |                                      |
| Di Natale 63’ (rig.)      | Marcatori            | 55’ Pazzini                          |
| D'Agostino Di Natale Pepe | Tiri di rigore 1 – 4 | Pazzini Palombo Sammarco Gastaldello |

| Arbitro: | Orsato (Schio) |

|                            |           |            |
| Adriano 9’ Ibrahimović 61’ | Marcatori | 60’ Taddei |

| Arbitro: | Gervasoni (Mantova) |

|                                   |           |            |
| Pandev 49’ Mauri 55’ Rocchi 90+1’ | Marcatori | 29’ Natali |

| Arbitro: | Ayroldi (Molfetta) |

|                                                            |                      |                                                 |
| Del Piero Trézéguet Nedvěd Marchionni Sissoko Legrottaglie | Tiri di rigore 4 – 3 | Hamšík Bogliacino Denis Lavezzi Contini Gargano |

### Tabella riassuntiva
| Squadra 1 | Risultato       | Squadra 2 |
| --------- | --------------- | --------- |
| Inter     | 2 - 1           | Roma      |
| Juventus  | 0 - 0 (4-3 dcr) | Napoli    |
| Lazio     | 3 - 1           | Torino    |
| Udinese   | 1 - 1 (2-5 dcr) | Sampdoria |

## Semifinali

### Risultati

#### Andata
| Arbitro: | Tagliavento (Terni) |

|                       |           |                |
| Pandev 65’ Rocchi 78’ | Marcatori | 34’ Marchionni |

| Arbitro: | Saccani (Mantova) |

|                             |           |  |
| Cassano 9’ Pazzini 30’, 42’ | Marcatori |  |

#### Ritorno
| Arbitro: | Rizzoli (Bologna) |

|               |           |                        |
| Del Piero 64’ | Marcatori | 38’ Zárate 52’ Kolarov |

| Arbitro: | Orsato (Schio) |

|                 |           |  |
| Ibrahimović 27’ | Marcatori |  |

### Tabella riassuntiva
| Squadra 1 | Totale | Squadra 2 | Andata | Ritorno |
| --------- | ------ | --------- | ------ | ------- |
| Sampdoria | 3 - 1  | Inter     | 3 - 0  | 0 - 1   |
| Lazio     | 4 - 2  | Juventus  | 2 - 1  | 2 - 1   |

#### Finale
La finale è stata disputata mercoledì 13 maggio 2009 allo stadio Olimpico di Roma.
| Arbitro: | Rosetti (Torino) |

|                                                          |                      |                                                                   |
| Zárate 4’                                                | Marcatori            | 30’ Pazzini                                                       |
| Ledesma Rocchi Rozehnal Kolarov Zárate Lichtsteiner Dabo | Tiri di rigore 6 – 5 | Cassano Palombo Pazzini Gastaldello Accardi Delvecchio Campagnaro |

| Lazio | Sampdoria |

##### Formazioni
| Lazio (4-4-2)   |    |                      |     |      |
|                 |    |                      |     |      |
| POR             | 86 | Fernando Muslera     |     |      |
| DIF             | 2  | Stephan Lichtsteiner |     |      |
| DIF             | 13 | Sebastiano Siviglia  | 54’ |      |
| DIF             | 22 | David Rozehnal       |     |      |
| DIF             | 3  | Aleksandar Kolarov   |     |      |
| CEN             | 5  | Cristian Brocchi     |     | 103’ |
| CEN             | 6  | Ousmane Dabo         |     |      |
| CEN             | 24 | Cristian Ledesma (c) |     |      |
| CEN             | 17 | Pasquale Foggia      | 7’  | 80’  |
| ATT             | 10 | Mauro Zárate         |     |      |
| ATT             | 19 | Goran Pandev         |     | 73’  |
| A disposizione: |    |                      |     |      |
| POR             | 1  | Juan Pablo Carrizo   |     |      |
| CEN             | 11 | Stefano Mauri        |     |      |
| ATT             | 18 | Tommaso Rocchi       |     | 73’  |
| DIF             | 29 | Lorenzo De Silvestri |     | 103’ |
| DIF             | 32 | Ștefan Radu          |     |      |
| ATT             | 81 | Simone Del Nero      |     | 80’  |
| DIF             | 87 | Modibo Diakité       |     |      |
| Allenatore:     |    |                      |     |      |
| Delio Rossi     |    |                      |     |      |

| Sampdoria (3-5-2) |    |                      |      |       |
|                   |    |                      |      |       |
| POR               | 1  | Luca Castellazzi     |      |       |
| DIF               | 16 | Hugo Campagnaro      | 120’ |       |
| DIF               | 6  | Stefano Lucchini     | 25’  | 96’   |
| DIF               | 5  | Pietro Accardi       | 60’  |       |
| CEN               | 23 | Marius Stankevičius  |      |       |
| CEN               | 21 | Paolo Sammarco       |      | 90+1’ |
| CEN               | 17 | Angelo Palombo (c)   | 108’ |       |
| CEN               | 19 | Daniele Franceschini |      | 87’   |
| CEN               | 46 | Mirko Pieri          |      |       |
| ATT               | 99 | Antonio Cassano      |      |       |
| ATT               | 10 | Giampaolo Pazzini    |      |       |
| A disposizione:   |    |                      |      |       |
| POR               | 83 | Antonio Mirante      |      |       |
| CEN               | 20 | Marco Padalino       |      |       |
| DIF               | 28 | Daniele Gastaldello  | 110’ | 96’   |
| CEN               | 40 | Gennaro Delvecchio   | 98’  | 87’   |
| DIF               | 84 | Andrea Raggi         |      |       |
| DIF               | 88 | Daniele Dessena      |      | 90+1’ |
| ATT               | 89 | Guido Marilungo      |      |       |
| Allenatore:       |    |                      |      |       |
| Walter Mazzarri   |    |                      |      |       |